# Hirearakere, Jagalur
Hirearakere là một làng thuộc tehsil Jagalur, huyện Davanagere, bang Karnataka, Ấn Độ.